# Monte Pietravecchia
Il monte Pietravecchia (2.038 m s.l.m.) è una montagna delle Alpi del Marguareis situata sul confine tra l'Italia (Liguria) e la Francia (Alpi Marittime), è il monte più alto della dorsale tra val Nervia e val Roja. L'accesso risulta possibile solo dal versante italiano attraverso la strada asfaltata che parte da colla Melosa, in quanto il monte risulta a strapiombo sugli altri tre lati, mentre sul versante nord digrada dolcemente con boschi, tra i quali si snoda la carreggiabile che raggiunge i resti delle fortificazioni costruite sulla vetta.

## Caratteristiche
La vetta è un'ampia cupola erbosa e il versante nord è un anonimo pendio coperto di larici. La via normale al Pietravecchia è una ex strada militare che, attraverso il bosco, giunge a pochi metri dalla sommità, da cui è possibile ammirare un ottimo panorama. Il versante opposto ha invece un aspetto diverso, con vertiginose pareti calcaree.
Sui prati dei monti Toraggio e Pietravecchia e lungo i margini del sentiero degli Alpini si può trovare una grande varietà di flora che li rende un vero e proprio "paradiso" per i botanici.
Se si esclude il noto sentiero degli Alpini che si dirama molto in basso, alla base delle rocce, il versante sud del monte Pietravecchia è stato trascurato da escursionisti e alpinisti fino alla fine degli anni ottanta, ma improvvisamente, tra il 1989 e il 1990, sono stati segnalati nuovi sentieri e sono state attrezzate vie ferrate sulle verticali pareti superiori.

### Cartografia
- Cartografia ufficiale italiana in scala 1:25.000 e 1:100.000, Istituto Geografico Militare.
- Cartografia ufficiale francese, Institut géographique national.
- Carta dei sentieri e stradale scala 1:25.000 n. 23 Sanremo Ventimiglia Bassa val Roia Val Nervia, Fraternali editore - Ciriè
- Carta in scala 1:50.000 n. 8 Alpi Marittime e Liguri, Torino, Istituto Geografico Centrale.